# Diferencijalna rotacija
Diferencijalna rotacija odvija se kad se različiti dijelovi rotirajućeg objekta kreću različitim kutnim brzinama (brzinama rotacije) na različitim geografskim širinama i/ili dubinama tijela i/ili u vremenu. To znači da objekt nije čvrst. U tekućim objektima, kao što su akrecijski diskovi, to dovodi do smicanja. Galaksije i protozvijezde obično pokazuju diferencijalnu rotaciju; primjeri u Sunčevom sustavu uključuju Sunce, Jupiter i Saturn.
Oko 1610. godine Galileo Galilei promatrao je Sunčeve pjege i izračunao rotaciju Sunca. Godine 1630. Christoph Scheiner otkrio je da Sunce ima različite rotacijske periode na polovima i na ekvatoru, što se dobro slaže s modernim vrijednostima. 

## Uzroci diferencijalne rotacije
Zvijezde i planeti rotiraju prvenstveno zato što očuvanje kutne količine gibanja pretvara nasumično pomicanje dijelova molekularnog oblaka iz kojeg nastaju u rotirajuće kretanje dok se spajaju. S obzirom na ovu prosječnu rotaciju cijelog tijela, unutarnja diferencijalna rotacija uzrokovana je konvekcijom u zvijezdama koja predstavlja kretanje mase, zbog strmih temperaturnih gradijenata od jezgre prema van. Ova masa nosi dio kutne količine gibanja zvijezde, preraspodjeljujući kutnu brzinu, moguće čak i dovoljno daleko da zvijezda izgubi kutnu brzinu u zvjezdanim vjetrovima. Diferencijalna rotacija stoga ovisi o temperaturnim razlikama u susjednim područjima.

## Mjerenje diferencijalne rotacije
Postoji više načina za mjerenje i izračunavanje diferencijalne rotacije u zvijezdama kako bi se vidjelo imaju li različite geografske širine različite kutne brzine. Najočitije je praćenje mrlja na površini zvijezde.
Provođenjem helioseizmoloških mjerenja solarnih "p-modova" moguće je zaključiti diferencijalnu rotaciju. Sunce ima vrlo mnogo akustičnih modova koji simultano osciliraju u unutrašnjosti, a inverzija njihovih frekvencija može dati rotaciju Sunčeve unutrašnjosti. To varira s dubinom i (osobito) zemljopisnom širinom.
Prošireni oblici apsorpcijskih linija u optičkom spektru ovise o v rot sin(i), gdje je i kut između linije gledanja i osi rotacije, što dopušta proučavanje komponente vidne linije v rot rotacijske brzine. To se izračunava iz Fourierovih transformacija oblika linija, korištenjem jednadžbe (2) u nastavku za v rot na ekvatoru i polovima. Vidi također dijagram 2. Solarna diferencijalna rotacija također se vidi u magnetogramima, slikama koje pokazuju snagu i položaj solarnih magnetskih polja.
Možda je moguće izmjeriti razliku zvijezda koje redovito emitiraju baklje radijskog zračenja. Koristeći 7 godina promatranja M9 ultrahladnog patuljastog TVLM 513-46546, astronomi su uspjeli izmjeriti suptilne promjene u vremenu dolaska radio valova. Ova mjerenja pokazuju da radiovalovi mogu stići 1-2 sekunde prije ili kasnije na sustavan način tijekom nekoliko godina. Na Suncu su aktivna područja uobičajeni izvori radijskih baklji. Istraživači su zaključili da se ovaj učinak najbolje može objasniti aktivnim regijama koje se pojavljuju i nestaju na različitim geografskim širinama, kao što se događa tijekom ciklusa sunčevih pjega.

## Učinci diferencijalne rotacije
Vjeruje se da su gradijenti u kutnoj rotaciji uzrokovani preraspodjelom kutne količine gibanja unutar konvektivnih slojeva zvijezde glavni pokretač za generiranje velikog magnetskog polja, kroz magneto-hidrodinamičke (dinamo) mehanizme u vanjskim ovojnicama. Sučelje između ova dva područja je mjesto gdje su gradijenti kutne rotacije najjači i stoga se očekuje da će dinamo procesi biti najučinkovitiji.
Unutarnja diferencijalna rotacija jedan je dio procesa miješanja u zvijezdama, miješanje materijala i topline/energije zvijezda.
Diferencijalna rotacija utječe na zvjezdane optičke apsorpcijske spektre kroz širenje linija uzrokovano različitim Dopplerovim pomicanjem linija po površini zvijezde.
Solarna diferencijalna rotacija uzrokuje smicanje na takozvanoj tahoklini. Ovo je područje gdje se rotacija mijenja od diferencijalne u zoni konvekcije do rotacije gotovo čvrstog tijela u unutrašnjosti, na 0,71 solarnog radijusa od središta.

## Površinska diferencijalna rotacija
Za promatrane sunčeve pjege, diferencijalna rotacija može se izračunati kao:
{\displaystyle \Omega =\Omega _{0}-\Delta \Omega \sin ^{2}\Psi }
gdje je {\displaystyle \Omega _{0}} brzina rotacije na ekvatoru, a {\displaystyle \Delta \Omega =(\Omega _{0}-\Omega _{\mathrm {pole} })} je razlika u kutnoj brzini između pola i ekvatora, koja se naziva jakost rotacijskog smicanja. {\displaystyle \Psi } je heliografska širina, mjerena od ekvatora.
- Recipročna vrijednost rotacijskog smicanja {\displaystyle {\frac {2\pi }{\Delta \Omega }}} je vrijeme kruga, tj. vrijeme koje je potrebno da ekvator napravi cijeli krug više od polova.
- Relativna diferencijalna brzina rotacije je omjer rotacijskog smicanja i brzine rotacije na ekvatoru:

{\displaystyle \alpha ={\frac {\Delta \Omega }{\Omega _{0}}}}
Brzina Dopplerove rotacije na Suncu (mjerena iz Doppler-pomaknutih apsorpcijskih linija) može se aproksimirati kao:
{\displaystyle {\frac {\Omega }{2\pi }}=(451.5-65.3\cos ^{2}\theta -66.7\cos ^{4}\theta )} nHz
gdje je θ kogeografska širina (mjerena od polova).

## Diferencijalna rotacija Sunca
Na Suncu je proučavanje oscilacija otkrilo da je rotacija otprilike konstantna unutar cijele radijacijske unutrašnjosti i promjenjiva s polumjerom i širinom unutar konvektivne ovojnice. Sunce ima ekvatorijalnu brzinu rotacije od ~2 km/s; njegova diferencijalna rotacija implicira da se kutna brzina smanjuje s povećanjem geografske širine. Polovi naprave jednu rotaciju svakih 34,3 dana, a ekvator svakih 25,05 dana, mjereno u odnosu na udaljene zvijezde (siderička rotacija).
Na Suncu je proučavanje oscilacija otkrilo da je rotacija otprilike konstantna unutar cijele radijacijske unutrašnjosti i promjenjiva s polumjerom i širinom unutar konvektivne ovojnice. Sunce ima ekvatorijalnu brzinu rotacije od ~2 km/s; njegova diferencijalna rotacija implicira da se kutna brzina smanjuje s povećanjem geografske širine. Polovi naprave jednu rotaciju svakih 34,3 dana, a ekvator svakih 25,05 dana, mjereno u odnosu na udaljene zvijezde (siderička rotacija).

## Diferencijalna rotacija Mliječnog puta
Disk galaksije ne rotiraju kao čvrsta tijela, već se rotiraju različito. Brzina rotacije kao funkcija radijusa naziva se rotacijska krivulja i često se tumači kao mjera profila mase galaksije, kao:
{\displaystyle v_{c}(R)={\sqrt {\frac {GM(<R)}{R}}}}
gdje je
- {\displaystyle v_{c}(R),} je brzina rotacije u radijusu {\displaystyle R}
- {\displaystyle M(<R),} je ukupna masa unutar polumjera {\displaystyle R}

## Daljnje čitanje
- Annu. Rev. Astron. Astrophys. 2003. 41:599–643 DOI:10.1146/annurev.astro.41.011802.094848  "The Internal Rotation of the Sun"
- David F. Gray, Stellar Photospheres; The Observations and Analysis of: Third Edition, chapter 8, Cambridge University Press, ISBN 978-0-521-85186-2
- A.  Reiners, J. H. M. M.  Schmitt, (2002), On the feasibility of the detection of differential rotation in stellar absorption profiles, A&A 384 (1) 155–162 DOI:10.1051/0004-6361:20011801

## Vanjske poveznice
- http://www.astro.physik.uni-goettingen.de/~areiners/DiffRot/interactive.htm A simulation of the effects of differential rotation on stellar absorption-line profiles by Ansgar Reiners
- explanation of increased angular velocity at equatorial latitude due to overshoot of mass arriving from heated core